# University Press of America
University Press of America est une maison d'édition universitaire américaine créée en 1975 à Lanham dans le Maryland.

## Historique
University Press of America est fondée en 1975 par Raymond D. Fellers and Stanley D. Plotnick et fait partie depuis 1988 du groupe d'édition indépendant Rowman & Littlefield.